# Justus Wilcken
Justus Wilcken (geboren 1989) ist ein deutscher Schauspieler, Opernsänger und Komponist.

## Biographie
Justus Wilcken studierte Schauspiel, Operngesang und Komposition an der Hochschule für Musik Hanns Eisler Berlin und am Mozarteum in Salzburg.
Er arbeitet als freier Künstler u. a. am Staatstheater Hannover, am Düsseldorfer Schauspielhaus und am Schauspiel Stuttgart.
2018 gründete er mit dem Pianisten Konstantin Dupelius das Duo OMG Schubert. Mit dem Duo OMG Schubert brachte er die letzten drei Produktionen, WTF 1770-Beethoven//Hölderlin, BTW Wagner-Sigfried, bist Du’s? und Requiem auf die Bühne des Instituts für theatrale Zukunftsforschung im Zimmertheater Tübingen. 2022 verkörperte Wilcken Class Relotios u. a. Rollen in der UA der Oper "Mexiko Aura: a Myth of Posession". Wilcken war darüber hinaus als Sänger & Darsteller in den musiktheatralen Inszenierungen des Stegreif (Orchester) zu sehen. 2024 wurde Justus Wilcken zusammen mit Konstantin Dupelius für den deutschen Theaterpreis, Der Faust, in der Kategorie Ton & Medien für die Musik der Theater-Serie Im Taumel des Zorns am ITZ Tübingen nominiert.

## Komposition und Sounddesign (Auswahl)
- Daumenregeln von Iva Brdar unter der  Regie von Wibke Schütt am Schauspiel Stuttgart[10]
- Sieben Geister von Sören Hornungs am Theater Chemnitz
- Zeit aus den Fugen, einer Uraufführung nach dem Roman von Philip K. Dick am Schauspiel Hannover[11]
- Der zerbrochene Krug in der Regie von Laura Linnenbaum am Düsseldorfer Schauspielhaus[10][12]
- WTF 1770-Beethoven//Hölderlin[13] am Zimmertheater Tübingen

## Stipendien
- Stipendiat der Schlossoper Rheinsberg[10]